# Atentados de Christchurch
O Atentado de Christchurch foi um ataque terrorista que consistiu em dois tiroteios em massa consecutivos que ocorreram em Christchurch, na Nova Zelândia, em 15 de março de 2019. Eles foram cometidos por um único autor durante a oração de sexta-feira, primeiro na Mesquita Al Noor em Riccarton, com vista para o Hagley Park, às 13h40, e o segundo, após dirigir rapidamente pela cidade, no Centro Islâmico Linwood às 13h52.
O autor, Brenton Harrison Tarrant, um australiano militante de extrema-direita de 28 anos, foi preso depois que seu veículo foi interceptado por uma unidade policial enquanto ele dirigia para uma terceira mesquita em Ashburton. Ele transmitiu ao vivo o primeiro tiroteio no Facebook, marcando o primeiro ataque terrorista de extrema-direita transmitido ao vivo com sucesso e havia publicado um manifesto online antes do ataque. Em 26 de março de 2020, ele se declarou culpado de 51 assassinatos, 40 tentativas de assassinato e envolvimento em um ato terrorista, e em agosto foi condenado à prisão perpétua sem possibilidade de liberdade condicional – a primeira sentença desse tipo na Nova Zelândia.
Os ataques foram principalmente motivados por nacionalismo branco, sentimento anti-imigrante e crenças supremacistas brancas. Tarrant, que se descreveu como um ecofascista e manifestou apoio à teoria da conspiração de extrema-direita chamada de "Grande Substituição" no contexto de um "genocídio branco", citou Anders Behring Breivik e Dylann Roof, bem como vários outros terroristas de direita, como inspirações em seu manifesto, elogiando Breivik acima de todos. Foi associado a um aumento no supremacismo branco e no extremismo da alt-right globalmente observado desde cerca de 2015. Políticos e líderes mundiais condenaram o ataque e a então Primeira-Ministra neozelandesa, Jacinda Ardern, descreveu-o como "um dos dias mais sombrios da Nova Zelândia". O governo estabeleceu uma Comissão Real para investigar suas agências de segurança na esteira dos tiroteios, que foram os mais mortais na história moderna da Nova Zelândia e os piores já cometidos por um cidadão australiano. A comissão submeteu seu relatório ao governo em 26 de novembro de 2020, cujos detalhes foram divulgados ao público em 7 de dezembro.
O tiroteio inspirou ataques imitadores, especialmente devido à sua natureza transmitida ao vivo. Em resposta a este incidente, as Nações Unidas designaram 15 de março como o Dia Internacional de Combate à Islamofobia.

## Eventos

### Mesquita Al Noor

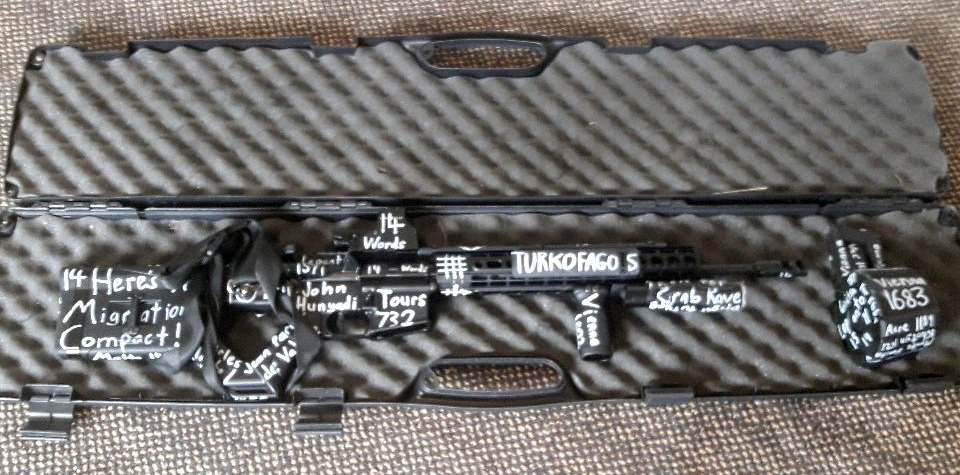
Uma das armas usadas no atentado.

Às 13h32, Tarrant iniciou sua transmissão ao vivo que duraria 17 minutos no Facebook Live, começando com a viagem até a mesquita Al Noor e terminando enquanto ele se afastava dirigindo. Pouco antes do tiroteio, ele tocou várias músicas, incluindo "Sérvia Forte", uma música nacionalista sérvia e anti-islâmica, e "The British Grenadiers", uma tradicional canção de marcha militar britânica.
Às 13h39, Tarrant estacionou seu veículo na entrada ao lado da Mesquita Al Noor. Ele então se armou com a espingarda Mossberg 930 e o rifle AR-15 da Windham Weaponry antes de caminhar em direção à mesquita.
Às 13h40, o terrorista se aproximou da mesquita e um fiel o cumprimentou com "Olá, irmão". Tarrant disparou sua espingarda nove vezes em direção à entrada principal, matando quatro fiéis. Em seguida, ele largou a espingarda e abriu fogo contra as pessoas dentro da mesquita com o rifle estilo AR-15, matando outros dois homens em um corredor próximo à entrada e dezenas de outros dentro de uma sala de orações; uma luz estroboscópica presa a uma de suas armas desorientou as vítimas. Outro fiel atacou Tarrant e o derrubou, deslocando um carregador de sua vestimenta no processo, mas ele foi então baleado várias vezes e fatalmente ferido. Este fiel, Naeem Rashid, foi postumamente condecorado com a medalha Nishan-e-Shujaat e a Cruz da Nova Zelândia, as maiores honrarias de bravura no Paquistão e na Nova Zelândia, respectivamente.

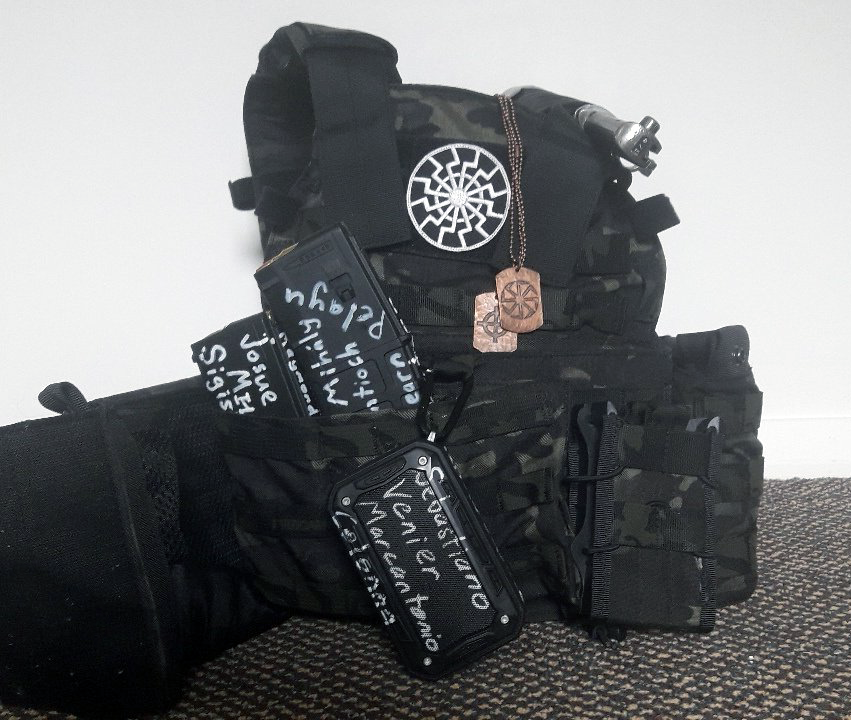
Colete e equipamentos usados por Brenton Harrison Tarrant.

Tarrant atirou nos fiéis na sala de oração a curta distância. Ele então saiu, onde matou um homem, descartou seu Windham WW-15 e pegou um Ruger AR-556 AR-15 de seu carro. Ele foi até o portão sul da mesquita e matou duas pessoas no estacionamento que estavam se abrigando atrás de veículos e feriu outra. Ele reentrou na mesquita e atirou em pessoas já feridas, depois saiu novamente, onde matou uma mulher. Em seguida, Tarrant atropelou a mulher falecida, saindo seis minutos depois de ter chegado à mesquita. Ele atirou em fiéis que fugiam e em carros através do para-brisa e da janela fechada de seu próprio carro enquanto dirigia em direção ao Centro Islâmico Linwood.
Às 13h46, a polícia chegou perto da mesquita no momento em que Tarrant estava saindo, mas seu carro foi escondido por um ônibus e naquela hora, nenhuma descrição do veículo havia sido fornecida, nem se sabia que ele havia deixado o local. Ele dirigiu para o leste na Avenida Bealey a até 130 km/h, desviando entre faixas contra o tráfego e dirigindo em um canteiro central de grama. Às 13h51, logo após a transmissão ao vivo ter sido encerrada devido a uma interrupção na conexão, ele apontou uma espingarda para o motorista de um veículo na Avonside Drive e tentou disparar duas vezes, mas a arma falhou nas duas ocasiões. O dispositivo GoPro preso ao capacete de Tarrant continuou gravando até ele ser apreendido pela polícia oito minutos depois.

### Centro Islâmico Linwood

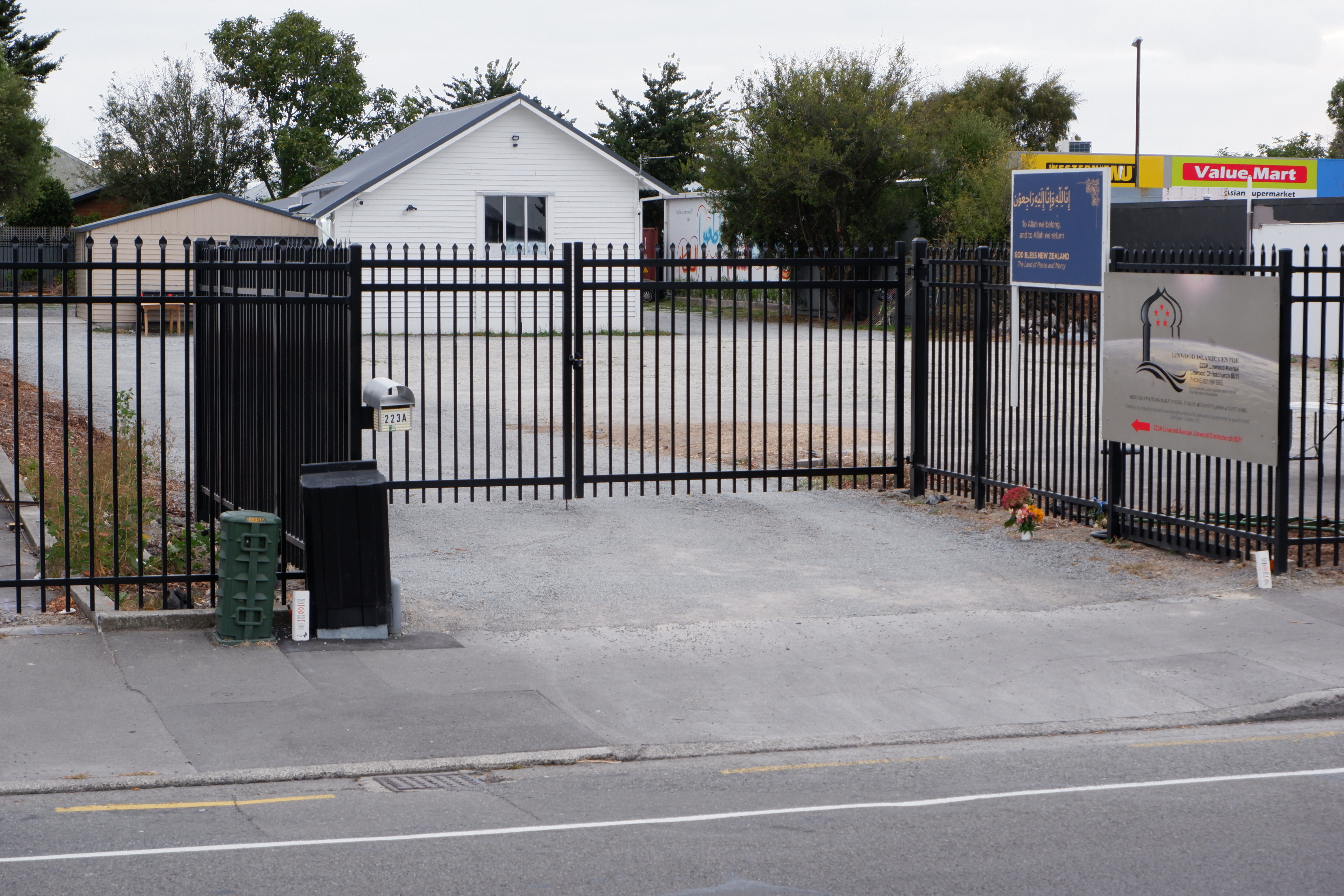
Centro Islâmico Linwood, março de 2020.

Às 13h52, Tarrant chegou ao Centro Islâmico Linwood, a 5 quilômetros a leste da Mesquita Al Noor, onde cerca de 100 pessoas estavam dentro. Ele estacionou seu veículo na entrada da mesquita, impedindo que outros carros entrassem ou saíssem. Segundo uma testemunha, Tarrant inicialmente não conseguiu encontrar a porta principal da mesquita, disparando em pessoas do lado de fora e através de uma janela, matando quatro e alertando aqueles que estavam dentro.
Um fiel chamado Abdul Aziz Wahabzada correu para fora. Enquanto Tarrant pegava outra arma de seu carro, Aziz jogou uma máquina de cartão nele. Tarrant atirou de volta em Aziz, que pegou uma espingarda vazia que Tarrant havia deixado cair. Ele se abrigou entre carros próximos e tentou chamar a atenção de Tarrant gritando: "Estou aqui!". Mesmo assim, Tarrant entrou na mesquita, onde atirou e matou três pessoas. Quando Tarrant voltou para o carro, Aziz o confrontou novamente. Tarrant retirou uma baioneta de sua vestimenta, mas então recuou para dentro de seu carro em vez de atacar Aziz. Tarrant foi embora às 13h55, com Aziz jogando a espingarda em seu carro. Aziz foi condecorado com a Cruz da Nova Zelândia, a mais alta honraria por bravura da Nova Zelândia. Em maio de 2023, ele representou os condecorados com a Cruz na coroação de Carlos III e Camilla. Após um longo período de abandono, o edifício foi demolido em novembro de 2023.

### A prisão de Tarrant
Um Subaru Outback prata de 2005 que correspondia à descrição do veículo de Tarrant foi visto por uma unidade policial, e uma perseguição foi iniciada às 13h57. Dois policiais jogaram seu carro contra a estrada com seu veículo, e Tarrant foi preso sem resistência na Rua Brougham em Sydenham às 13h59, 18 minutos após a primeira chamada de emergência.
Tarrant posteriormente admitiu que, quando foi preso, estava a caminho de atacar uma mesquita em Ashburton, 90 km ao sudoeste de Christchurch. Ele também disse à polícia que havia "nove atiradores a mais", e que havia pessoas de "mentalidade semelhante" em Dunedin, Invercargill e Ashburton, mas, em entrevista posterior, ele confirmou que havia agido sozinho.

## Responsável

### Brenton Tarrant

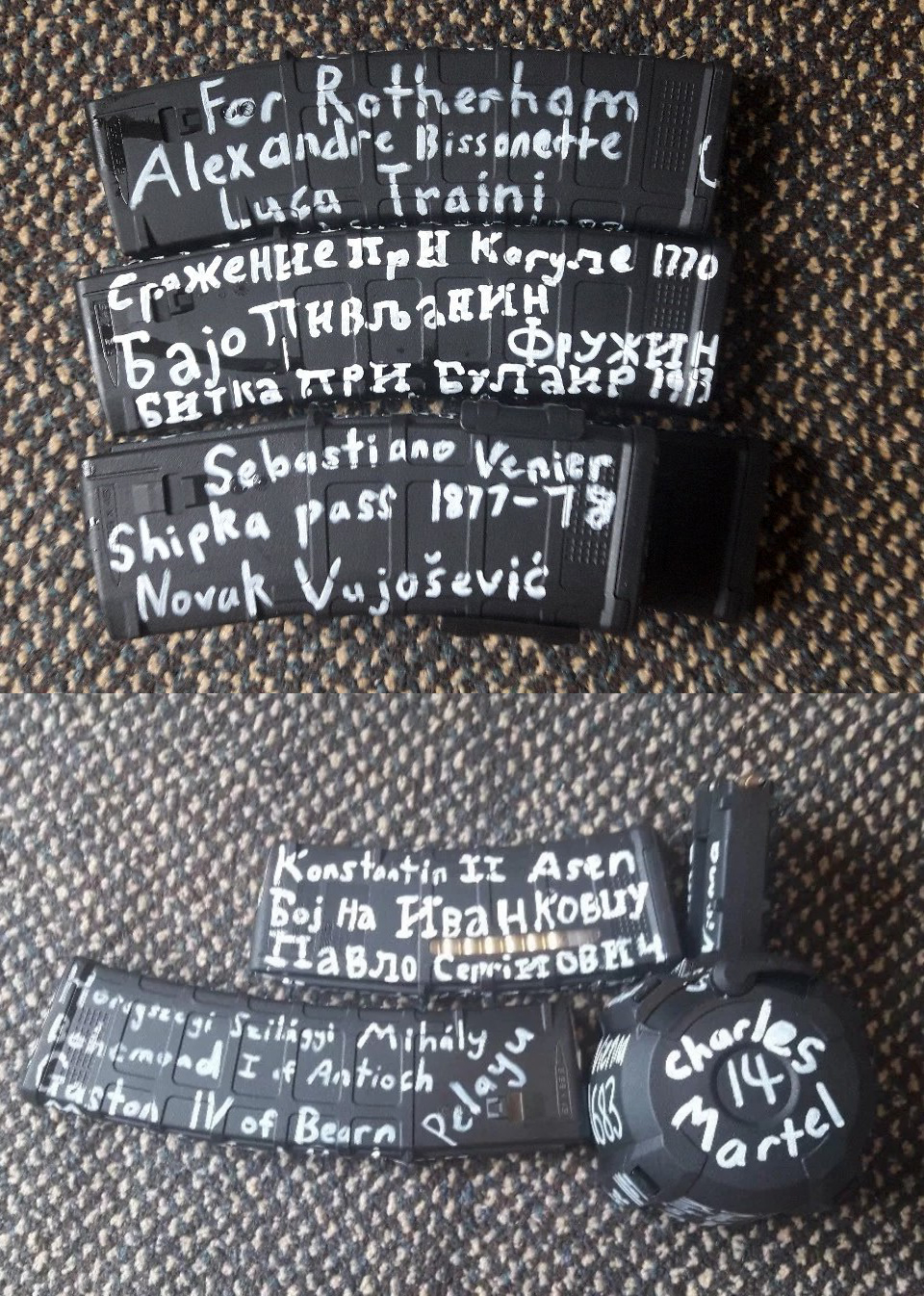
Cartuchos de munição que Tarrant usou no atentado. As armas e carregadores usados estavam cobertos com letras brancas nomeando eventos históricos, pessoas e motivos relacionados a conflitos históricos, guerras e batalhas entre muçulmanos e cristãos europeus; bem como os nomes de vítimas recentes de ataques terroristas islâmicos e os nomes de agressores de extrema-direita, como Alexandre Bissonnette, Luca Traini e Darren Osbourne.

Brenton Harrison Tarrant (nascido em 27 de outubro de 1990) é um australiano branco de origem europeia, que tinha 28 anos na época do ataque. Ele cresceu em Grafton, no estado de Nova Gales do Sul.
Os pais de Tarrant se separaram quando ele era jovem. Isso, junto com outros eventos, incluindo a perda de sua casa em um incêndio e a morte de seu avô, o levaram a ficar traumatizado e a começar a sofrer de ansiedade social. Após a separação de seus pais, Tarrant e sua irmã Lauren, viveram com sua mãe com seu novo parceiro. O relacionamento se tornou violento, com o parceiro agredindo sua mãe, ele e sua irmã. As duas crianças começaram a viver com seu pai Rodney Tarrant. Ele começou a ganhar peso dos 12 aos 15 anos, o que levou ao bullying na escola, onde ele também tinha poucos amigos. Ele era desinteressado na escola, ao mesmo tempo em que era extraordinariamente conhecedor de certos tópicos, como a Segunda Guerra Mundial. Tarrant começou a exibir sinais de racismo desde jovem, expressando preocupações sobre imigração já aos 12 anos. Ele frequentemente fazia comentários depreciativos sobre a herança aborígene do antigo parceiro de sua mãe, o que resultou na intervenção de um de seus professores do ensino médio. Este professor, também servindo como Oficial de Contato Antirracismo, interveio em duas ocasiões, abordando casos de comportamento racista, anti-aborígene e antissemita.
Quando adulto, Tarrant elogiava várias personalidades neonazistas (como Blair Cottrell) e fez comentários racistas e de apoio a várias organizações da extrema-direita e da direita alternativa australiana (como a "Frente Patriotas Unidos" e os "True Blue Crew").
Acredita-se que Tarrant tenha ficado obcecado com ataques terroristas cometidos por extremistas islâmicos em 2016 e 2017, começou a planejar um ataque cerca de dois anos antes dos tiroteios e escolheu seus alvos com três meses de antecedência. Alguns sobreviventes na Mesquita Al Noor acreditavam ter visto Tarrant lá em várias sextas-feiras antes do ataque, fingindo rezar e perguntando sobre os horários da mesquita. O relatório da Comissão Real não encontrou evidências disso e a polícia acredita que Tarrant viu um tour online de Al-Noor como parte de seu planejamento.
Em 8 de janeiro de 2019, Tarrant usou um drone operado de um parque próximo para investigar o terreno da mesquita. Além disso, ele usou a Internet para encontrar plantas detalhadas da mesquita, fotos do interior e horários de oração para descobrir quando as mesquitas estariam em seus níveis mais movimentados. No mesmo dia, ele passou de carro pelo Centro Islâmico Linwood.
Antes do tiroteio, Tarrant postou um manifesto intitulado "The Great Replacement" (uma referência à teoria da conspiração da "Grande Substituição" e do "genocídio branco", popular entre supremacistas brancos) no 8chan delineando seu ataque. O manifesto inclui referências a figuras de alto perfil da direita, memes do 4chan e encoraja as pessoas online a concordarem com o tiroteio e a criar mais memes. O autor do manifesto também se autodenomina um "removedor de kebab", em referência a um meme no 4chan sobre ataques de sérvios a muçulmanos bósnios. A conta do atirador no Twitter, que foi suspensa, mostrava armas de fogo com o símbolo neonazista Sol Negro e as Quatorze Palavras (que apareceram no manifesto), bem como os nomes das vítimas de ataques terroristas no Ocidente rabiscados nelas.

### Outras pessoas
O comissário de polícia Mike Bush disse que três homens e uma mulher foram presos em conexão com os ataques nas duas mesquitas. Todos os quatro disseram ter opiniões extremistas. Um dos suspeitos foi identificado como não envolvido no ataque e foi libertado.

## Reação
A primeira-ministra Ardern chamou o incidente de "um ato de violência extrema e sem precedentes" e disse que "este é um dos dias mais sombrios da Nova Zelândia". Ela também descreveu como um ataque terrorista bem-planejado. A prefeita de Christchurch, Lianne Dalziel, afirmou que nunca pensou que "algo assim" poderia acontecer na Nova Zelândia, dizendo que "todos estão chocados". Muitos outros políticos e líderes mundiais condenaram os ataques, com muitos atribuindo o ataque à crescente islamofobia. A rainha Elizabeth II afirmou que estava "profundamente entristecida" com o ataque.

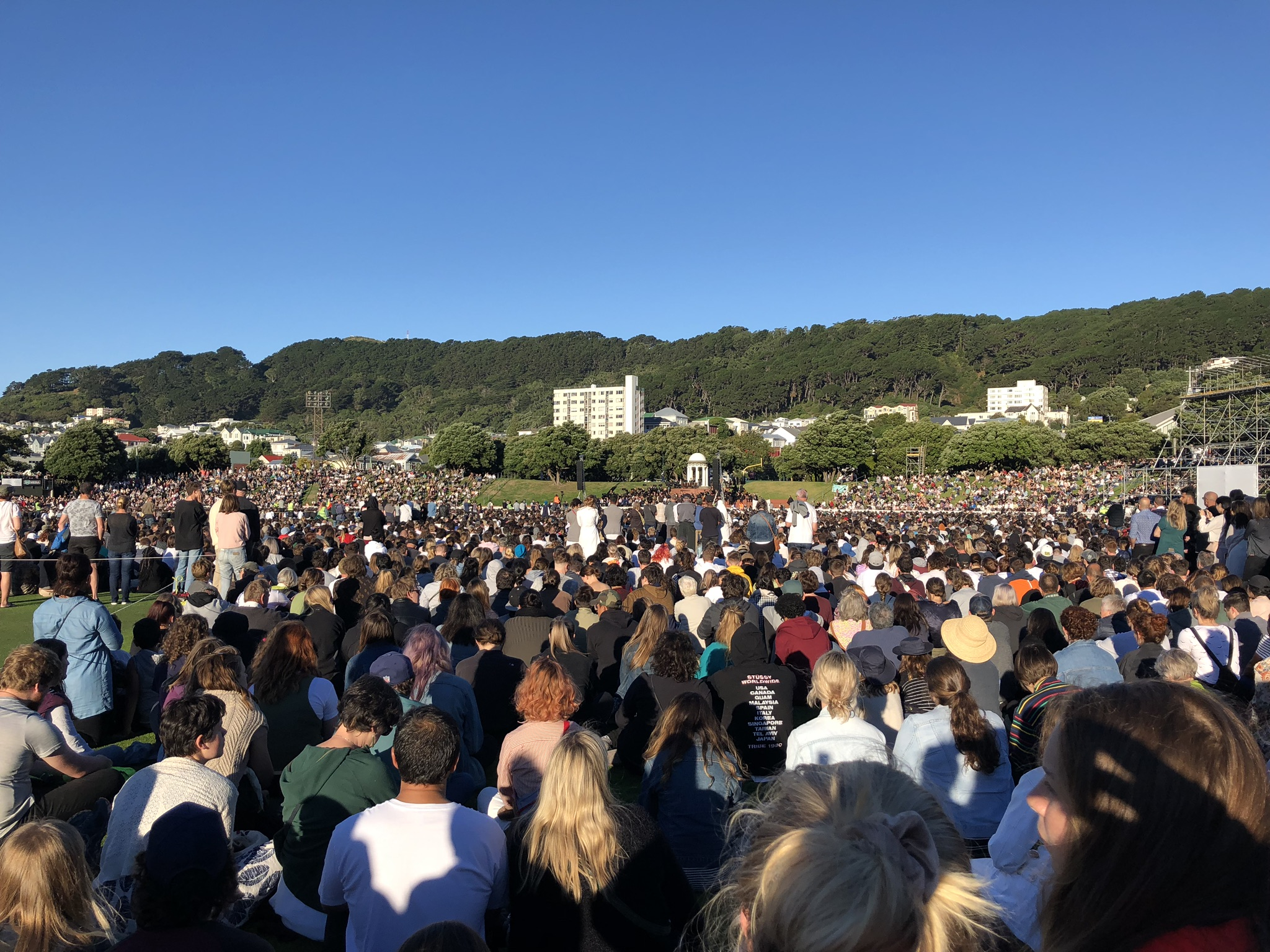
Vigília em Wellington pelas vítimas do ataque.

Pouco antes de executar o ataque, o atirador disse "lembrem-se rapazes, se inscrevam no PewDiePie", referindo-se à personalidade sueca do YouTube, Felix Kjellberg. Kjellberg postou no Twitter: "Eu me sinto absolutamente enojado de ter meu nome pronunciado por essa pessoa" e deu suas condolências aos afetados pelo massacre.
No Reino Unido, o MI5 lançou um inquérito sobre as ligações do autor à extrema-direita britânica. O ministro do Interior britânico, Sajid Javid, alertou as empresas de mídia social de que enfrentariam a "força da lei" se não fizessem mais e anunciaram um white paper sobre danos online. Espera-se que a política introduza regulamentação legal de editores on-line e mídias sociais, incluindo novas regras de censura.
Mais controverso, Fraser Anning, o senador de Queensland, fez uma declaração que transferiu a culpa para os imigrantes muçulmanos, comparando o Islã ao fascismo.

### Leis de armas
As leis de armas na Nova Zelândia foram escrutinadas, especificamente a legalidade das armas semiautomáticas de estilo militar, conforme as da Austrália, que as proibiu após o massacre em Port Arthur em 1996. Como observou Philip Alpers, especialista em políticas de armas, "a Nova Zelândia está quase sozinha com os Estados Unidos ao não registrar 96% de suas armas de fogo — e essas são as armas mais comuns, as mais utilizadas em crimes […] Se ele fosse para a Nova Zelândia para cometer esses crimes, pode-se supor que a facilidade de obter essas armas de fogo pode ter sido um fator em sua decisão de cometer o crime em Christchurch."

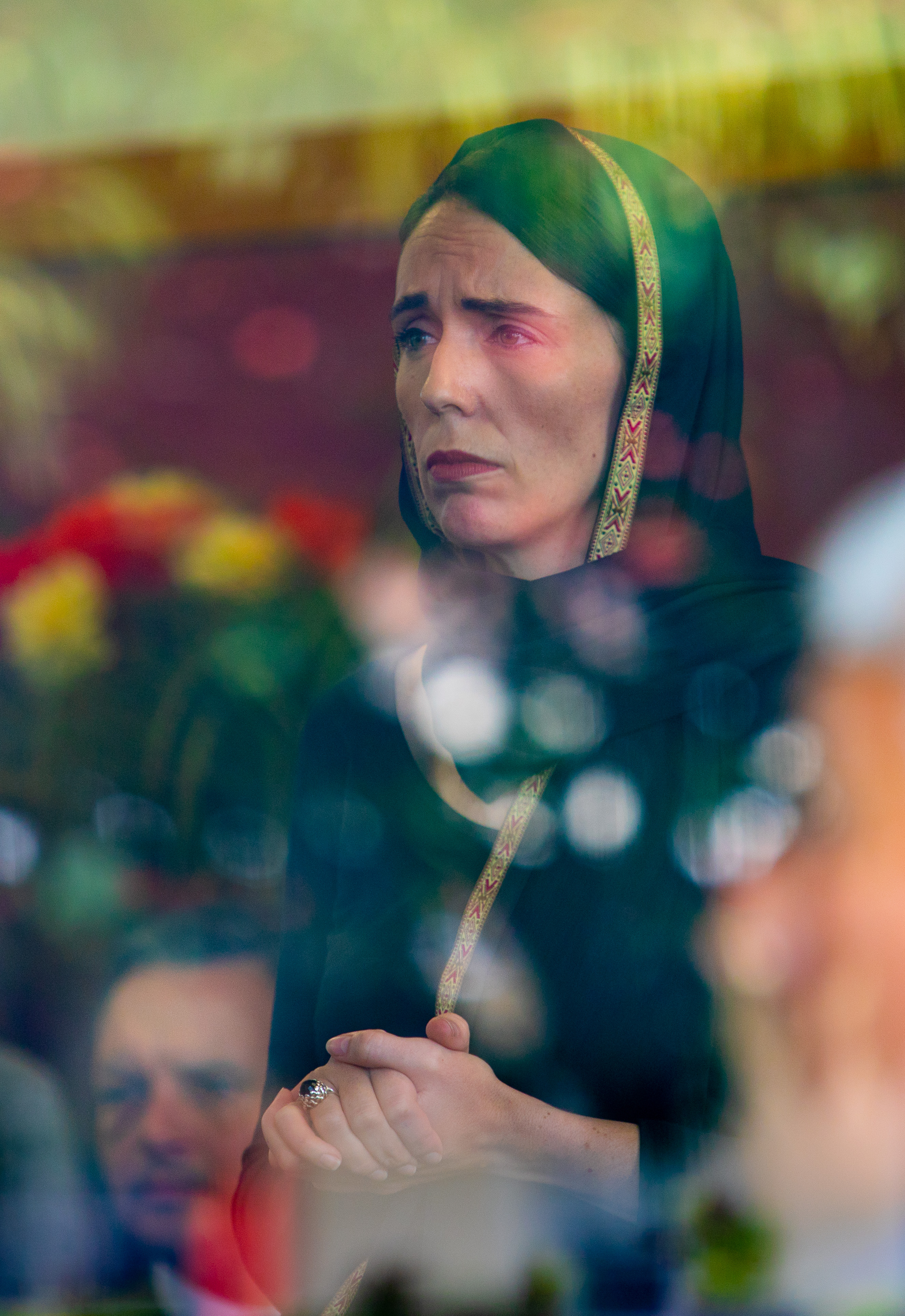
A primeira-ministra Jacinda Ardern visitou membros da comunidade muçulmana no Phillipstown Community Hub, em Christchurch, no dia seguinte ao ataque.

A primeira-ministra Ardern anunciou: "Nossas leis sobre armas mudarão, agora é a hora […] As pessoas estão buscando mudanças e eu estou comprometida com isso." O procurador-geral David Parker foi posteriormente citado dizendo que o governo iria proibir armas semiautomáticas, mas depois recuou sobre esta declaração, dizendo que o governo ainda não havia se comprometido com nada e que as regulamentações em torno de armas semiautomáticas eram "uma das questões" que o governo consideraria.

## Condenação de Brenton Tarrant
A sentença começou em 24 de agosto de 2020 perante o juiz Cameron Mander no Tribunal Superior de Christchurch. Tarrant foi sentenciado à prisão perpétua sem possibilidade de liberdade condicional por cada um dos 51 assassinatos e prisão perpétua por envolvimento em ato terrorista e 40 tentativas de assassinato. A sentença é a primeira condenação por terrorismo na Nova Zelândia. Foi também a primeira vez que a prisão perpétua sem liberdade condicional, a sentença máxima disponível na Nova Zelândia, foi imposta. O juiz Mander disse que os crimes de Tarrant eram "tão perversos que mesmo se você for detido até morrer, isso não esgotará os requisitos de punição e condenação".